# Lavinia Veiongo
Lavinia Veiongo Fotu (9 de febrero de 1879 - 24 de abril de 1902) fue la primera esposa del rey Jorge Tupou II y por lo tanto reina consorte de Tonga desde el 1 de junio de 1899 hasta el 24 de abril de 1902, fecha de su muerte. Su hija sucedería a su esposo, como la reina Carlota Tupou III.

## Biografía

### Primeros años
Lavinia Veiongo nació el 9 de febrero de 1879. Su padre era 'Asipeli Kupuavanua Fotu, quien se desempeñaba como Ministro de Policía, y su madre era Tōkanga Fuifuilupe. Ella era tocaya de su abuela paterna, Old Lavinia, que era la hija de la última Tu'i Tonga Laufilitonga y considerada una de las mujeres de mayor rango en Tonga.

### Matrimonio y descendencia
Se esperaba que el rey Jorge Tupou II se casara con la princesa 'Ofakivava'u, de la línea Tu'i Kanokupolu. Sin embargo, el Rey cambió de opinión en el último minuto y eligió a Lavinia. Pidió al Consejo de Jefes que eligiera entre las dos mujeres, pero cuando la mayoría expresó su apoyo a 'Ofa, amenazó con seguir siendo un soltero a menos que se le permitiera casarse con Lavinia. Los jefes consintieron y permitieron que el matrimonio se llevara a cabo. El matrimonio real tuvo lugar el 1 de junio de 1899 con la presencia de invitados tonganos y europeos. Durante la ceremonia, el Rey colocó una corona de oro sobre la cabeza de Lavinia y la proclamó Reina de Tonga.
A pesar de esto, la relación entre el Rey y el resto del país se mantuvo tensa debido al rechazo de 'Ofa. Los partidarios de ambas mujeres se amotinaron en las calles de la capital Nuku'alofa, atacándose con hachas, palos y botellas rotas.

En 1900, Lavinia dio a luz a su única hija, la princesa Carlota Mafile'o Pilolevu, que sucedería a su padre como la reina Sālote Tupou III. A pesar de las luchas internas entre sus respectivos seguidores, Lavinia y la Princesa 'Ofa se hicieron muy amigas. 'Ofa murió en diciembre de 1901 de tuberculosis. Lavinia había visitado a su amiga en su enfermedad final y también asistió a su funeral y posteriormente contrajo la enfermedad. Ella murió el 24 de abril de 1902 en el Palacio Real. Después de realizarse un funeral estatal y real, sus restos fueron enterrados en los cementerios reales de Mala'ekula. El rey Tupou II lamentó mucho el fallecimiento de su esposa y erigió un monumento de mármol a su honor en el sitio del entierro.

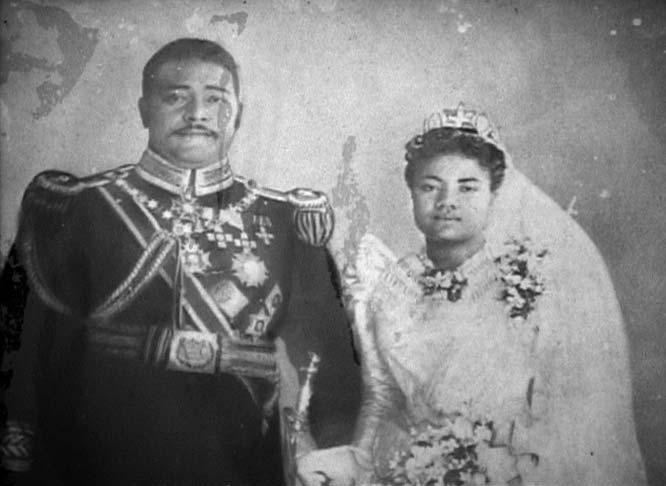
Lavinia Veiongo el día de su boda con el rey Jorge Tupou II